# Оборот капитала
Оборот капитала — кругооборот капитала, рассматриваемый как периодически возобновляющийся и повторяющийся процесс. Время оборота капитала определяется как промежуток времени от момента авансирования капитала в денежной форме и до момента его возврата в капиталисту в той же форме.
 Единицей времени {\displaystyle T_{a}} для измерения оборотов капитала
принято считать год. Если время оборота капитала равно{\displaystyle T_{k}}, то в течение года капитал совершает {\displaystyle N_{k}} оборотов:
{\displaystyle N_{k}={\frac {T_{a}}{T_{k}}}}
Скорость оборота капитала принято измерять в единицах его оборота за год. На неё влияет состав капитала (основной и оборотный капитал обращаются с различными скоростями) и продолжительность времени производства и времени обращения, составляющих в сумме время оборота капитала.
Норма прибыли и величина прибавочной стоимости за год прямо пропорциональны скорости оборота капитала.